# وادنا (مینه‌سوتا)
وادنا، مینه‌سوتا (به انگلیسی: Wadena, Minnesota) یک شهر در ایالات متحده آمریکا است که در مینه‌سوتا واقع شده‌است.

## خصوصیات
وادنا ۱۳٫۹۳ کیلومترمربع مساحت و ۴٬۰۸۸ نفر جمعیت دارد و ۴۱۲ متر بالاتر از سطح دریا واقع شده‌است.